# Dysphenges rileyi
Dysphenges rileyi är en skalbaggsart som beskrevs av Gilbert och Andrews 2002. Dysphenges rileyi ingår i släktet Dysphenges och familjen bladbaggar. Inga underarter finns listade i Catalogue of Life.